# أبوستولوفي (محافظة دنيبروبيتروفسك)
أبوستولوفي (بالأوكرانية: Апостолове) هي مدينة في محافظة دنيبروبتروفسك في أوكرانيا.